# Football League Cup 1995-1996
La Football League Cup 1995-1996, conosciuta anche con il nome di Coca Cola Cup per motivi di sponsorizzazione, è stata la 36ª edizione del terzo torneo calcistico più importante del calcio inglese, la 30ª in finale unica. La manifestazione, ebbe inizio il 14 agosto 1995 e si concluse il 24 marzo 1996 con la finale di Wembley.
Il trofeo fu vinto dall'Aston Villa, che nell'atto conclusivo si impose sul Leeds United con il punteggio di 3-0.

## Formula
La Football League Cup era riservata alle 20 squadre della Premier League e alle 72 della Football League. Il torneo era composto da scontri ad eliminazione diretta, che prevedevano nei primi due turni ed in semifinale due match: regola dei gol in trasferta in caso di parità, ma solo dopo i tempi supplementari ed a seguire eventuali calci di rigore. Mentre negli altri turni ed in finale si giocava una singola gara: se l'esito risultava un pareggio si procedeva ad una ripetizione a campi invertiti (in finale invece si rigiocava sempre in campo neutro). Nell'eventualità di un pari anche nel replay si disputavano i tempi supplementari e se necessario si procedeva all'esecuzione dei tiri dal dischetto.
|                              | Squadre che entrano in questo turno                                                                   | Squadre qualificate dal turno precedente    |
| ---------------------------- | --- | ------------------------------------------- |
| Primo turno (56 squadre)     | - 24 squadre dalla Third Division - 24 squadre dalla Second Division - 8 squadre dalla First Division |                                             |
| Secondo turno (64 squadre)   | - 20 squadre dalla Premier League - 16 squadre dalla First Division                                   | - 28 squadre vincitrici del primo turno     |
| Terzo turno (32 squadre)     | | - 32 squadre vincitrici del secondo turno   |
| Quarto turno (16 squadre)    | | - 16 squadre vincitrici del terzo turno     |
| Quarti di finale (8 squadre) | | - 8 squadre vincitrici del quarto turno     |
| Semifinali (4 squadre)       | | - 4 squadre vincitrici dei quarti di finale |
| Finale (2 squadre)           | | - 2 squadre vincitrici delle semifinali     |

## Primo turno
| Squadra 1         | Totale          | Squadra 2        | Andata         | Ritorno          |
| ----------------- | --------------- | ---------------- | -------------- | ---------------- |
|                   |                 |                  | 14 agosto 1995 | 22 agosto 1995   |
| Doncaster         | 1 - 1 (gfc)     | Shrewsbury Town  | 1 - 1          | 0 - 0            |
|                   |                 |                  | 15 agosto 1995 | 22 agosto 1995   |
| Barnet            | 0 - 2           | Charlton         | 0 - 0          | 0 - 2            |
| Birmingham City   | 3 - 1           | Plymouth         | 1 - 0          | 2 - 1            |
| Bradford City     | 5 - 3           | Blackpool        | 2 - 1          | 3 - 2            |
| Chester City      | 7 - 2           | Wigan            | 4 - 1          | 3 - 1            |
| Colchester Utd    | 3 - 3 (3-5 dcr) | Bristol City     | 2 - 1          | 1 - 2 (d.t.s.)   |
| Fulham            | 5 - 0           | Brighton         | 3 - 0          | 2 - 0            |
| Oxford Utd        | 5 - 2           | Hereford Utd     | 2 - 0          | 3 - 2            |
| Huddersfield Town | 4 - 3           | Port Vale        | 1 - 2          | 3 - 1            |
| Hull City         | 5 - 4           | Carlisle Utd     | 1 - 2          | 4 - 2            |
| Luton Town        | 2 - 3           | Bournemouth      | 1 - 1          | 1 - 2 (d.t.s.)   |
| Mansfield Town    | 1 - 4           | Burnley          | 0 - 1          | 1 - 3            |
| Notts County      | 4 - 0           | Lincoln City     | 2 - 0          | 2 - 0            |
| Rochdale          | 3 - 6           | York City        | 2 - 1          | 1 - 5 (d.t.s.)   |
| Scarborough       | 1 - 1 (6-7 dcr) | Hartlepool Utd   | 1 - 0          | 0 - 1 (d.t.s.)   |
| Scunthorpe Utd    | 4 - 6           | Rotherham Utd    | 4 - 1          | 0 - 5 (d.t.s.)   |
| Swansea City      | 4 - 4 (gfc)     | Peterborough Utd | 4 - 1          | 0 - 3 (d.t.s.)   |
| Walsall           | 4 - 5           | Brentford        | 2 - 2          | 2 - 3            |
| West Bromwich     | 5 - 3           | Northampton Town | 1 - 1          | 4 - 2            |
| Wycombe           | 3 - 2           | Leyton Orient    | 3 - 0          | 0 - 2            |
|                   |                 |                  | 15 agosto 1995 | 23 agosto 1995   |
| Cambridge Utd     | 2 - 3           | Swindon Town     | 2 - 1          | 0 - 2            |
| Gillingham        | 3 - 5           | Bristol Rovers   | 1 - 1          | 2 - 4            |
| Preston N.E.      | 3 - 4           | Sunderland       | 1 - 1          | 2 - 3            |
| Torquay Utd       | 1 - 1 (gfc)     | Exeter City      | 0 - 0          | 1 - 1 (d.t.s.)   |
|                   |                 |                  | 15 agosto 1995 | 5 settembre 1995 |
| Chesterfield      | 1 - 3           | Bury             | 0 - 1          | 1 - 2            |
| Stockport County  | 3 - 2           | Wrexham          | 1 - 0          | 2 - 2            |
|                   |                 |                  | 16 agosto 1995 | 22 agosto 1995   |
| Portsmouth        | 0 - 3           | Cardiff City     | 0 - 2          | 0 - 1            |
|                   |                 |                  | 23 agosto 1995 | 5 settembre 1995 |
| Crewe Alexandra   | 5 - 1           | Darlington       | 4 - 0          | 1 - 1            |

## Secondo turno
| Squadra 1         | Totale          | Squadra 2         | Andata            | Ritorno          |
| ----------------- | --------------- | ----------------- | ----------------- | ---------------- |
|                   |                 |                   | 19 settembre 1995 | 3 settembre 1995 |
| Bolton            | 4 - 2           | Brentford         | 1 - 0             | 3 - 2            |
| Hartlepool Utd    | 0 - 8           | Arsenal           | 0 - 3             | 0 - 5            |
| Huddersfield Town | 2 - 4           | Barnsley          | 2 - 0             | 0 - 4            |
| Leeds Utd         | 3 - 2           | Notts County      | 0 - 0             | 3 - 2            |
| Oxford Utd        | 2 - 3           | QPR               | 1 - 1             | 1 - 2            |
| Stockport County  | 3 - 2           | Ipswich Town      | 1 - 1             | 2 - 1 (d.t.s.)   |
| Watford           | 2 - 2 (6-5 dcr) | Bournemouth       | 1 - 1             | 1 - 1 (d.t.s.)   |
| Wimbledon FC      | 7 - 8           | Charlton          | 4 - 5             | 3 - 3 (d.t.s.)   |
|                   |                 |                   | 19 settembre 1995 | 4 ottobre 1995   |
| Bradford City     | 5 - 4           | Nottingham Forest | 3 - 2             | 2 - 2            |
| Bristol City      | 1 - 8           | Newcastle Utd     | 0 - 5             | 1 - 3            |
| Cardiff City      | 1 - 5           | Southampton       | 0 - 3             | 1 - 2            |
| Crewe Alexandra   | 4 - 7           | Sheffield Weds    | 2 - 2             | 2 - 5            |
| Shrewsbury Town   | 2 - 4           | Derby County      | 1 - 3             | 1 - 1            |
| Southend Utd      | 2 - 4           | Crystal Palace    | 2 - 2             | 0 - 2            |
| Tranmere          | 4 - 1           | Oldham Athletic   | 1 - 0             | 3 - 1            |
| Wycombe           | 0 - 4           | Manchester City   | 0 - 0             | 0 - 4            |
|                   |                 |                   | 19 settembre 1995 | 3 ottobre 1995   |
| Aston Villa       | 7 - 1           | Peterborough Utd  | 6 - 0             | 1 - 1            |
| Birmingham City   | 4 - 2           | Grimsby Town      | 3 - 1             | 1 - 1            |
| Leicester City    | 4 - 0           | Burnley           | 2 - 0             | 2 - 0            |
| Manchester Utd    | 3 - 4           | York City         | 0 - 3             | 3 - 1            |
| Middlesbrough     | 3 - 1           | Rotherham Utd     | 2 - 1             | 1 - 0            |
| Reading           | 5 - 3           | West Bromwich     | 1 - 1             | 4 - 2            |
| Sheffield Utd     | 3 - 5           | Bury              | 2 - 1             | 2 - 4            |
| Wolverhampton     | 7 - 1           | Fulham            | 2 - 0             | 5 - 1            |
|                   |                 |                   | 19 settembre 1995 | 4 ottobre 1995   |
| Bristol Rovers    | 0 - 4           | West Ham Utd      | 0 - 1             | 0 - 3            |
| Coventry City     | 3 - 0           | Hull City         | 2 - 0             | 1 - 0            |
| Liverpool         | 3 - 0           | Sunderland        | 2 - 0             | 1 - 0            |
| Millwall          | 4 - 2           | Everton           | 0 - 0             | 4 - 2 (d.t.s.)   |
| Norwich City      | 9 - 2           | Torquay Utd       | 6 - 1             | 3 - 2            |
| Stoke City        | 1 - 0           | Chelsea           | 0 - 0             | 1 - 0            |
| Swindon Town      | 2 - 5           | Blackburn         | 2 - 3             | 0 - 2            |
| Tottenham         | 7 - 1           | Chester City      | 4 - 0             | 3 - 1            |

## Terzo turno
| Squadra 1       | Risultato | Squadra 2        |
| --------------- | --------- | ---------------- |
| 24 ottobre 1995 |           |                  |
| Barnsley        | 0 - 3     | Arsenal          |
| Birmingham City | 1 - 1     | Tranmere         |
| Bolton          | 0 - 0     | Leicester City   |
| Watford         | 1 - 2     | Blackburn        |
| 25 ottobre 1995 |           |                  |
| Aston Villa     | 2 - 0     | Stockport County |
| Crystal Palace  | 2 - 2     | Middlesbrough    |
| Coventry City   | 3 - 2     | Tottenham        |
| Derby County    | 0 - 1     | Leeds Utd        |
| Liverpool       | 4 - 0     | Manchester City  |
| Millwall        | 0 - 2     | Sheffield Weds   |
| Norwich City    | 0 - 0     | Bradford City    |
| QPR             | 3 - 1     | York City        |
| Southampton     | 2 - 1     | West Ham Utd     |
| Stoke City      | 0 - 4     | Newcastle Utd    |
| Wolverhampton   | 0 - 0     | Charlton         |
| 8 novembre 1995 |           |                  |
| Reading         | 2 - 1     | Bury             |

### Replay
| Squadra 1       | Risultato | Squadra 2       |
| --------------- | --------- | --------------- |
| 8 novembre 1995 |           |                 |
| Bradford City   | 3 - 5     | Norwich City    |
| Charlton        | 1 - 2     | Wolverhampton   |
| Leicester City  | 2 - 3     | Bolton          |
| Middlesbrough   | 2 - 0     | Crystal Palace  |
| Tranmere        | 1 - 3     | Birmingham City |

## Quarto turno
| Squadra 1        | Risultato | Squadra 2       |
| ---------------- | --------- | --------------- |
| 28 novembre 1995 |           |                 |
| Reading          | 2 - 1     | Southampton     |
| 29 novembre 1995 |           |                 |
| Arsenal          | 2 - 1     | Sheffield Weds  |
| Aston Villa      | 1 - 0     | QPR             |
| Leeds Utd        | 2 - 1     | Blackburn       |
| Liverpool        | 0 - 1     | Newcastle Utd   |
| Middlesbrough    | 0 - 0     | Birmingham City |
| Norwich City     | 0 - 0     | Bolton          |
| Wolverhampton    | 2 - 1     | Coventry City   |

### Replay
| Squadra 1        | Risultato       | Squadra 2     |
| ---------------- | --------------- | ------------- |
| 20 dicembre 1995 |                 |               |
| Birmingham City  | 2 - 0           | Middlesbrough |
| Bolton           | 0 - 0 (3-5 dcr) | Norwich City  |

## Quarti di finale
| Squadra 1       | Risultato | Squadra 2       |
| --------------- | --------- | --------------- |
| 10 gennaio 1996 |           |                 |
| Arsenal         | 2 - 0     | Newcastle Utd   |
| Aston Villa     | 1 - 0     | Wolverhampton   |
| Leeds Utd       | 2 - 1     | Reading         |
| Norwich City    | 1 - 1     | Birmingham City |

### Replay
| Squadra 1       | Risultato | Squadra 2    |
| --------------- | --------- | ------------ |
| 24 gennaio 1996 |           |              |
| Birmingham City | 2 - 1     | Norwich City |

## Semifinali
| Squadra 1       | Totale      | Squadra 2   | Andata           | Ritorno          |
| --------------- | ----------- | ----------- | ---------------- | ---------------- |
|                 |             |             | 11 febbraio 1996 | 25 febbraio 1996 |
| Birmingham City | 1 - 5       | Leeds Utd   | 1 - 2            | 0 - 3            |
|                 |             |             | 14 febbraio 1996 | 21 febbraio 1996 |
| Arsenal         | 2 - 2 (gfc) | Aston Villa | 2 - 2            | 0 - 0 (d.t.s.)   |

## Finale
| Arbitro: | Robbie Hart |

|                                               |           |  |
| Milosevic 20’ Ian Taylor 55’ Dwight Yorke 55’ | Marcatori |  |

| Aston Villa | Leeds United |

| ASTON VILLA:    |    |                   |
|                 |    |                   |
| P               | 1  | Mark Bosnich      |
| D               | 4  | Gareth Southgate  |
| D               | 5  | Paul McGrath      |
| D               | 6  | Ugo Ehiogu        |
| C               | 2  | Gary Charles      |
| C               | 7  | Ian Taylor        |
| C               | 8  | Mark Draper       |
| C               | 11 | Andy Townsend (C) |
| C               | 3  | Alan Wright       |
| A               | 9  | Savo Milošević    |
| A               | 10 | Dwight Yorke      |
| A disposizione: |    |                   |
| P               | 13 | Michael Oakes     |
| D               | 12 | Steve Staunton    |
| A               | 14 | Tommy Johnson     |
| Manager:        |    |                   |
| Brian Little    |    |                   |

| LEEDS UNITED:    |    |                     |  |     |
|                  |    |                     |  |     |
| P                | 1  | John Lukic          |  |     |
| D                | 3  | Lucas Radebe        |  | 65’ |
| D                | 6  | David Wetherall     |  |     |
| D                | 5  | John Pemberton      |  |     |
| C                | 2  | Gary Kelly          |  |     |
| C                | 4  | Carlton Palmer      |  |     |
| C                | 8  | Mark Ford           |  | 46’ |
| C                | 10 | Gary McAllister (C) |  |     |
| C                | 11 | Gary Speed          |  |     |
| A                | 7  | Andy Gray           |  |     |
| A                | 9  | Tony Yeboah         |  |     |
| A disposizione:  |    |                     |  |     |
| D                | 15 | Nigel Worthington   |  |     |
| A                | 12 | Brian Deane         |  | 46’ |
| A                | 14 | Tomas Brolin        |  | 65’ |
| Manager:         |    |                     |  |     |
| Howard Wilkinson |    |                     |  |     |